# Communauté de communes du pays de Hanau
Pour les articles homonymes, voir CCPH.
La Communauté de communes du Pays de Hanau est une ancienne structure intercommunale créée en 1999 située dans le département du Bas-Rhin et la région Grand Est. La Communauté de communes a fusionné le 1er janvier 2017 avec la Communauté de communes du Pays de La Petite-Pierre pour devenir la Communauté de communes de Hanau-La Petite Pierre. 

## Historique
La Communauté de communes du Pays de Hanau a été créée 13 décembre 1999 et fait suite à un district créé en 1992.
Conséquence de la loi sur la Nouvelle Organisation Territoriale de la République (NOTRe) votée courant 2015, les communautés de communes du Pays de Hanau et du Pays de La Petite Pierre ont fusionné le 1er janvier 2017 et donné naissance à la Communauté de communes de Hanau-La Petite Pierre.

## Administration
La Communauté de communes du Pays de Hanau est administrée par un conseil de 33 membres et a son siège à Bouxwiller. 

## Composition
Elle regroupe 23 localités réparties en les 19 communes suivantes :
- Bischholtz (1 délégué)
- Bosselshausen (1 délégué)
- Bouxwiller (5 délégués) (intègre les villages de Griesbach-le-Bastberg, Imbsheim et Riedheim)
- Buswiller (1 délégué)
- Dossenheim-sur-Zinsel (3 délégués)
- Ingwiller (5 délégués)
- Kirrwiller (1 délégué)
- Menchhoffen (1 délégué)
- Mulhausen (1 délégué)
- Neuwiller-lès-Saverne (3 délégués)
- Niedersoultzbach (1 délégué)
- Obermodern-Zutzendorf (3 délégués) (intègre le village de Zutzendorf)
- Obersoultzbach (1 délégué)
- Ringendorf (1 délégué)
- Schalkendorf (1 délégué)
- Schillersdorf (1 délégué)
- Uttwiller (1 délégué)
- Weinbourg (1 délégué)
- Weiterswiller (1 délégué)

## Compétences
- Collecte des déchets des ménages et déchets assimilés
- Traitement des déchets des ménages et déchets assimilés
- Autres actions environnementales
- Aide sociale
- Activités sociales
- Création, aménagement, entretien et gestion de zone d'activités industrielle, commerciale, tertiaire, artisanale ou touristique
- Action de développement économique (Soutien des activités industrielles, commerciales ou de l'emploi, Soutien des activités agricoles et forestières...)
- Activités péri-scolaires
- Activités culturelles ou socioculturelles
- Activités sportives
- Schéma de cohérence territoriale (SCOT)
- Schéma de secteur
- Plans locaux d'urbanisme
- Création et réalisation de zone d'aménagement concertée (ZAC)
- Prise en considération d'un programme d'aménagement d'ensemble et détermination des secteurs d'aménagement au sens du code de l'urbanisme
- Aménagement rural
- Plans de déplacement urbains
- Création, aménagement, entretien de la voirie
- Signalisation
- Tourisme
- Programme local de l'habitat
- Politique du logement social
- Gestion de personnel (policiers-municipaux et garde-champêtre...)
- Acquisition en commun de matériel